# Alassane Diallo
Alassane Diallo (Bamako, 19 februari 1995) is een Malinees voetballer die als offensieve middenvelder speelt. Hij wordt tijdens het seizoen 2014/15 door Standard Luik verhuurd aan KVC Westerlo.

## Clubcarrière
Diallo werd geboren in de Malinese hoofdstad Bamako. Op jonge leeftijd trok hij naar de Qatarese Aspire Academy, een voetbalacademie voor beloftevolle voetbaltalenten. In maart 2013 trok hij naar KAS Eupen. Op 15 maart 2013 debuteerde de Malinees in de tweede klasse tegen KVC Westerlo. In zijn eerste seizoen kwam hij tot een totaal van vijf competitieduels. Het seizoen erop speelde hij 31 competitiewedstrijden. In augustus 2014 tekende Diallo een vierjarig contract bij Standard Luik. In september 2014 werd bekend dat hij een jaar zou worden verhuurd aan KVC Westerlo. Op 19 oktober 2014 debuteerde hij in de Jupiler Pro League in de Cristal Arena tegen KRC Genk.